# Длинные тени (Коты-Воители)
«Длинные тени» — это детский фэнтезийный роман, пятая книга цикла «Сила трёх», широко выпущенная 25 ноября 2008 года. Книга была продана тиражом более 250 000 экземпляров.

## Сюжет
Грозовые воители обсуждают события недавнего Совета, когда племя Теней под влиянием одиночки Сола отреклось от Воинского закона и Звёздного племени. Грозовой патруль встречает на границе патруль племени Теней, который начинает насмехаться над Воинским законом. Берёзовик и Орешница ввязываются в драку с соседями, но их удаётся разнять. Тем временем в лагере Воробушек ухаживает за кашляющими Милли с Колючкой и за старейшинами. Остролистая подзывает его и Львиносвета и делится своими опасениями насчёт Сола и его губительного влияния. Братья и сестра решают тайком пробраться на территорию племени Теней. Они подслушивают разговор в Сумрачном лагере: все воители Теней поддерживают Сола кроме Рыжинки, но её никто не слушает. Тогда же Воробушку приходит видение барсука. Позже от Листвички он узнаёт, что это была Полночь, добрая барсучиха, не раз помогавшая воителям.
Львиносвет просит своего бывшего наставника Уголька потренироваться с ним ещё. Они устраивают поединок, который проходит гораздо более жестоко, чем учебный. Их прерывает Огнезвёзд и отчитывает. Ночью Львиносвету снится, что он убивает Вересколапку. Кот в ужасе от своего поступка, но Звездоцап успокаивает его. Проснувшись, Львиносвет боится, что станет таким же убийцей, как Звездоцап.
Грозовым котам требуется кошачья мята, чтобы вылечить от Зелёного кашля Милли и Колючку, однако вся мята там, где они её раньше собирали, уничтожена. Из-за забот о больных Листвичка остаётся в лагере в ночь половины луны, и Воробушек идёт к Лунному Озеру один. Там он встречается с Полночью, которая признаётся ему, что рассказала Солу о племенах, и убеждает о силе веры, после чего исчезает. После неё Воробушек знакомится с Мокроусом и Клоком Кометы, предками племени Теней. Они просят ученика целителя вернуть веру их подопечным, но не говорят как.
Размышляя над словами звёздных предков, Воробушек решает подстроить знак для племени Теней, чтобы они вновь поверили в Звёздное племя. Остролистая и Львиносвет берутся ему помочь. Как раз в это время в Грозовое племя приходит Рыжинка с котятами, поскольку она не хочет оставаться в племени, отринувшем всё, чем живут воители. Огнезвёзд позволяет им остаться, а Троица решает привлечь котят Рыжинки к созданию ложного знака. Коготок, Светик и Огонёк помогают Грозовым котам подобрать место для знака. Все вместе они отправляются на место и там подкапывают корни одного из деревьев. После этого Коготок приводит туда Чернозвёзда, зовущегося теперь Чернопятом, и Пёрышко. Дерево падает на пришедших, а Воробушек, подражая голосу предков, запугивает Чернопята. Внезапно к ним приходят настоящие предки Мокроус и Клок Кометы, которые просили Воробушка о помощи. Тогда Чернопят понимает свою ошибку и решает изгнать Сола из племени и вернуться к прежней жизни. После этого Рыжинка и её дети возвращаются в племя Теней. Чуть позже Остролистая встречает Сола, но отказывается от его помощи, и тот уходит.
Всё больше Грозовых котов заболевают Зелёным кашлем, а мяты всё нет. Тогда во сне к Воробушку приходят предки Небесного племени Светлая, Смелый и Храбрая. Они говорят ему искать ветер, и тот понимает, что мяту нужно искать на землях племени Ветра. Он пробирается в сон Пустельги, целителя Ветра, и узнаёт у него, где растёт кошачья мята. Воробушек просит Львиносвета сходить за лекарством, но тот из-за воспоминаний о Вересколапке не хочет туда идти. Между тем Огнезвёзд, который и сам заболел, решает отправить больных в заброшенное Гнездо Двуногих, чтобы отделить больных от здоровых.
Воробушек засыпает и просыпается в прошлом в теле кланового кота Воробьиного Крылышка, который только что прошёл испытание в туннелях и вернулся к товарищам. Воробей узнаёт, что раньше на озёрной территории жили другие кошки. Он знакомится с Половинкой Луной, возлюбленной Воробьиного Крылышка, и некоторое время живёт с этими котами, поскольку не может вернуться в своё время. Воробушек понимает, что этим котам суждено уйти в горы и основать Клан Падающей Воды. Он уговаривает их на путешествие и в итоговом голосовании голосует за уход. После того, как Древние пускаются в путь, Воробушек возвращается в своё время.
Огнезвёзд теряет жизнь от Зелёного кашля, и Львиносвет всё же соглашается идти за кошачьей мятой. Там он встречает Вересколапку, уже ставшую воительницей Верескоглазкой. Хотя он преступил границу, она отпускает его с травами, не скрывая, впрочем, своего гнева. Львиносвет приносит лекарство Воробушку. На ближайшем собрании целителей Листвичка присваивает своему ученику полное имя и нарекает его Воробьём, ценя то, что тот сделал для больных.
Во время грозы молния попадает в дерево, растущее на краю Грозового лагеря, и начинается пожар. Огнезвёзд эвакуирует племя, но Остролистая, Львиносвет и Воробей отбиваются от остальных. Белка проводит их секретным выходом из лагеря, но на вершине склона огонь отрезает путь Троице. Белка протягивает детям ветку, чтобы те могли перебраться к ней. Неожиданно появляется Уголёк и преграждает троим путь к спасению. Он заявляет, что хочет отомстить Белке за то, что она его отвергла. Поэтому он убьёт её котят, чтобы причинить ей боль. Тогда Белка признаётся, что это не её дети. Уголёк пропускает Остролистую, Львиносвета и Воробья.
Поскольку теперь Уголёк знает страшную тайну о Белке и её приёмных детях, он решает раскрыть всем эту тайну, чтобы опозорить Белку, и хочет сделать это на Совете. Белка и трое пытаются отговорить его, но безуспешно. В ночь Совета по пути на остров Грозовой патруль обнаруживает на границе с племенем Ветра труп Уголька.

## Персонажи
Главные персонажи:
- Львиносвет, Остролистая, Воробушек

Второстепенные персонажи:
- Сол, Уголёк, Листвичка, Белка.

## Критика
Horn Book Review сказал, что «Длинные тени» движутся очень медленно, но фанатам, которые читали предыдущие книги, все равно понравится.

## Ссылка
- Официальный сайт английского издания